# 土御門流
土御門流（つちみかどりゅう）とは、村上源氏中院流源師房（土御門右大臣）を祖とする有職故実の流派のこと。師房の孫である師頼・師時兄弟によって体系化されたと言われている。

## 概要
師房は具平親王の子として生まれたが幼くして父を失い、臣籍降下して姉婿である藤原頼通の猶子（事実上の養子）として育てられた。そのため、藤原北家摂関家に伝えられてきた九条流及び御堂流の有職故実を身につけるとともに、自己の日記である『土右記』や著書である『叙位除目抄』に有職故実のついての知識や自説を書き記した。その後、息子の源俊房やその子供にあたる師頼・師時兄弟にその知識は日記・書物・口伝の形で継承され、更に必要に応じて父祖の説への追加・修正を施されていった。このようにして継承された村上源氏中院流の有職故実を「土御門流」を称されて重んじられた。
師房－俊房の系統は永久の変によって衰退するものの、俊房の弟である源顕房の系統が中院流の嫡流として栄え、源雅実らによって土御門流の学説を継承したため、世間から重んじられた。
源師頼を「先師」（『台記』仁平元年2月23日条・久寿元年1月23日条）、自身を「弟子」（同康治2年7月23日条）と称していた藤原頼長は、漢学のみならず公事や有職故実の先例も師頼に学び、土御門流の先例を求めて『土右記』などをたびたび参照していたことが知られている。また、後三条源氏源有仁も母方が村上源氏の出身（俊房・顕房の弟師忠の娘）であることから、土御門流を学び更に自説を加えて花園流（花園説）とした。後三条源氏は有仁1代で断絶するものの、その学説・文書は縁戚である閑院流に継承され、村上源氏中院流の土御門流・閑院流の花園流が非摂関家諸家における有職故実の流派として重んじられ、御堂流を奉じる摂関家とは公事の有り方を巡ってたびたび論争を行った。